# Obzgodba
Òbzgódba (angleško spin-off) je izraz za televizijsko nanizanko, v kateri nastopajo osebe ali pa se dogaja vsebina iz starejših nanizank. Takšne nanizanke so še posebej pogoste v situacijskih komedijah.